# NGC 218
NGC 218 ist eine Spiralgalaxie vom Hubble-Typ Sc im Sternbild Andromeda am Nordsternhimmel. Sie ist schätzungsweise 509 Millionen Lichtjahre von der Milchstraße entfernt und hat einen Durchmesser von ca. 220.000 Lichtjahren. Die Galaxie steht in Wechselwirkung mit ihrer linsenförmigen Nachbarin PGC 2726.
Aufgrund eines Umrechnungsfehlers wurde mit NGC 218 häufig auch die Galaxie PGC 2493 bezeichnet.
Das Objekt wurde am 17. Oktober 1876 von dem französischen Astronomen Édouard Stephan entdeckt.